# Péter Zilahy
Péter Zilahy (Boedapest, 8 november 1970) is een Hongaarse journalist, schrijver en fotograaf.
Zilahy studeerde Engelse literatuur, filosofie en culturele antropologie in Boedapest.
Van 1997 tot 1999 was hij redacteur van een literair internetmagazine en daarnaast hoofdredacteur van de 'World Literature Series' (Jak Books en later Gondolat Publishers), in welke hoedanigheid hij onder andere Arnon Grunberg bij het Hongaarse lezerspubliek introduceerde. In 1993 publiceerde Zilahy de poëziebundel Statue Under White Sheet, Ready to Jump.
Voor zijn korte reisverhalen ontving hij een hele rits prijzen. Naast literatuur houdt Zilahy zich bezig met film en fotografie. Zijn laatste - in achttien talen vertaalde - boek De laatste raamgiraf (1998) -  bevat fotowerk van zijn hand. Ook de voor de Hongaarse radio gemaakte hoorspelversie daarvan werd beloond met de nodige awards. Uiteindelijk is er rond De laatste raamgiraf een viertalige cd-rom ontwikkeld, waarmee men al scrollend een persoonlijk plaatjeswoordenboek van Oost-Europa kan samenstellen.
De laatste raamgiraf, waarvan de Nederlandse vertaling in 2002 verscheen, beschrijft op een speelse manier de gekte van het dagelijkse leven onder een dictator in de jaren zeventig en tachtig. De titel is ontleend aan het kinderwoordenboek Ablak-Zsiráf, waarbij ‘ablak’ (raam) de eerste letter van het alfabet vertegenwoordigt, en ‘zsiráf’ (giraf) de laatste. Zilahy reisde door Oost-Europa ten tijde van de protestacties tegen de dictaturen en hanteerde de stelling dat gebeurtenissen die hij waarnam pas na afloop goed te begrijpen zijn.
In De laatste raamgiraf schetst hij, in een humoristische stijl die de manier reflecteert waarop mensen als onmondige kinderen door de regimes werden behandeld, onder meer de gebeurtenissen rond de carnavaleske protestacties in Belgrado ‘96-’97, die wat moed en absurditeit betreft symbool staan voor alle protestacties. 